# Baambrugge
Baambrugge is een dorp gelegen in de gemeente De Ronde Venen in het noordwesten van de Nederlandse provincie Utrecht. Het dorp is gelegen aan het riviertje de Angstel, hemelsbreed gelegen tussen de Vinkeveense Plassen in het westen en het Amsterdam-Rijnkanaal in het oosten. Baambrugge heeft 1.470 inwoners (2023). Even ten noorden van het dorp, richting Abcoude staat de voormalige poldermolen Hoog- en Groenland uit circa 1680.

## Geschiedenis
Het dorp behoorde tot de gemeente Abcoude-Baambrugge. In 1941 ging deze gemeente samen met Abcoude-Proostdij en vormde de gemeente Abcoude. In 2011 is de gemeente Abcoude gefuseerd met de gemeente De Ronde Venen.
In 1972 namen The Beach Boys hun album Holland op in een oud boerderijtje met ingebouwde studio tegenover Café de Punt in Baambrugge. De muziek stroomt door de aderen van dit dorp. Zo is het dorpslied, het Baambruggelied voortgevloeid uit het halfjaarlijks terugkerende open muziekpodium in Dorpshuis "De Vijf Bogen": het Muziek Podium Baambrugge.

## Monumenten
Het zuidelijke deel van het landelijk gebied van Baambrugge is samen met Loenersloot een beschermd dorpsgezicht. Baambrugge zelf heeft ook een beschermd dorpsgezicht. Verder zijn er in het dorp enkele tientallen rijksmonumenten.

## Infrastructuur, verkeer en vervoer
Voor het doorgaande verkeer loopt door het dorp de Rijksstraatweg waarover ook bus 120 van Syntus Utrecht rijdt. Binnendoor langs de Angstel loopt het Zand en Jaagpad naar de Dorpsbrug  Baambrugge tegenover het voormalige raadhuis. Van Baambrugge loopt naar het westen de Zuwe naar Vinkeveen, naar het noorden behalve de Rijksstraatweg ook de Kleiweg en de Horn en aan de oostkant van de spoorlijn de Indijkweg die in het oosten eindigd bij het Poldergemaal Baambrugge Oostzijde.

## Sport
Het dorp beschikt over een eigen natuurijsbaan die in de zomer gebruikt kan worden als skeelerbaan.

## Geboren in Baambrugge
- Joan Hugo van Bolhuis (1805-1844), hoogleraar
- Stephen Hendrik de la Sablonière (1825-1888), politicus
- Hendrik Johannes Heersink (1903-1987), predikant
- Lien Vos-van Gortel (1931-2023), politicus
- Peter Blokhuis (1947), politicus
- Hans Goslinga (1948), journalist
- Jobke Vonk-Vedder (1964), CDA-politicus
- Femke de Walle (1983), presentatrice en zangeres

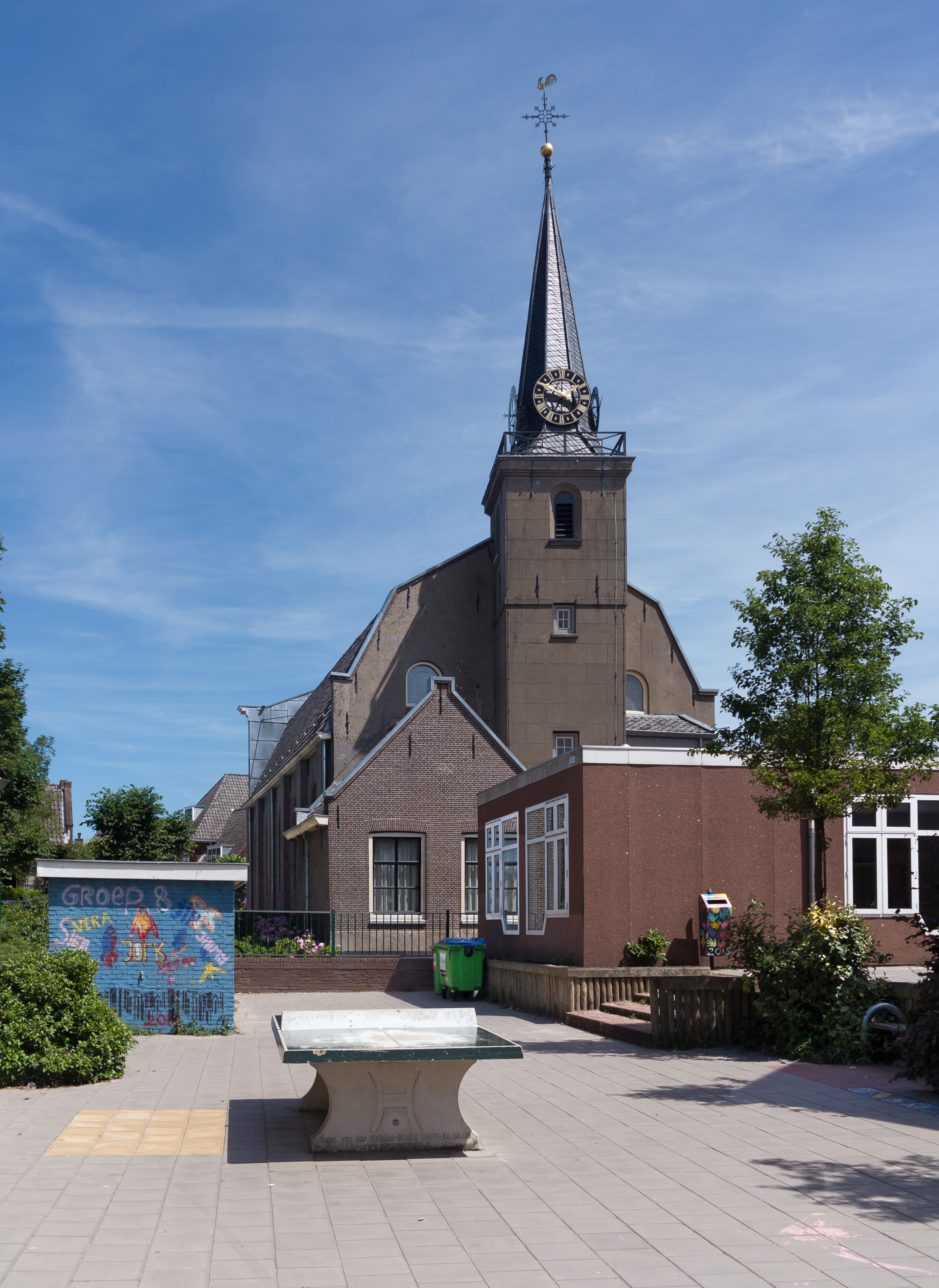
Nederlands Hervormde kerk met school
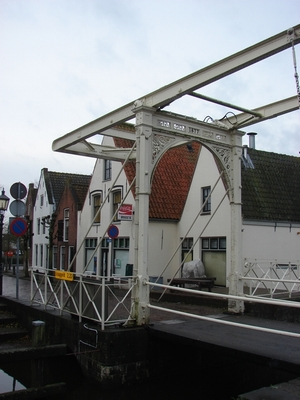
Dorpsbrug Baambrugge over de Angstel
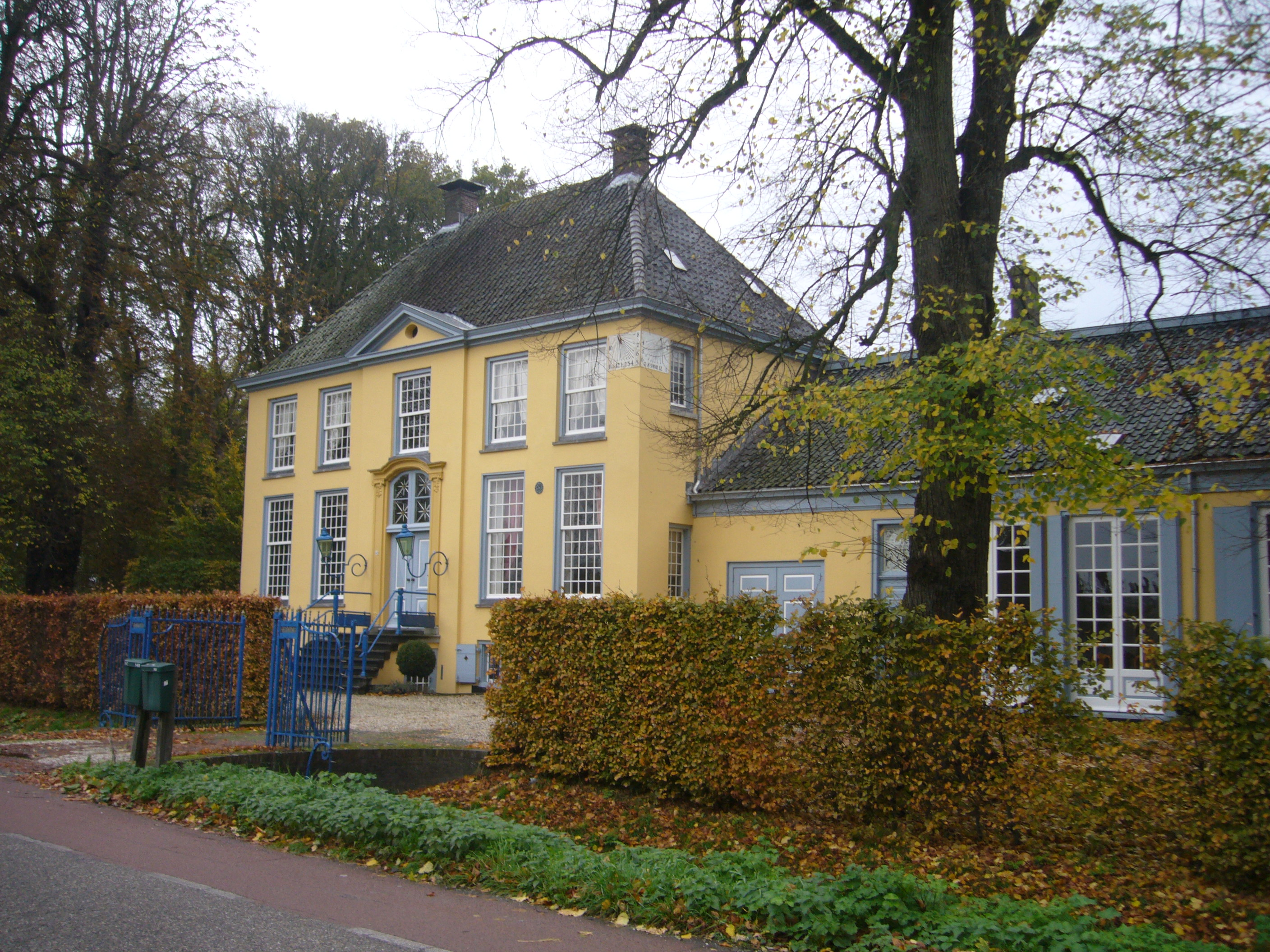
Valkenheining in Baambrugge
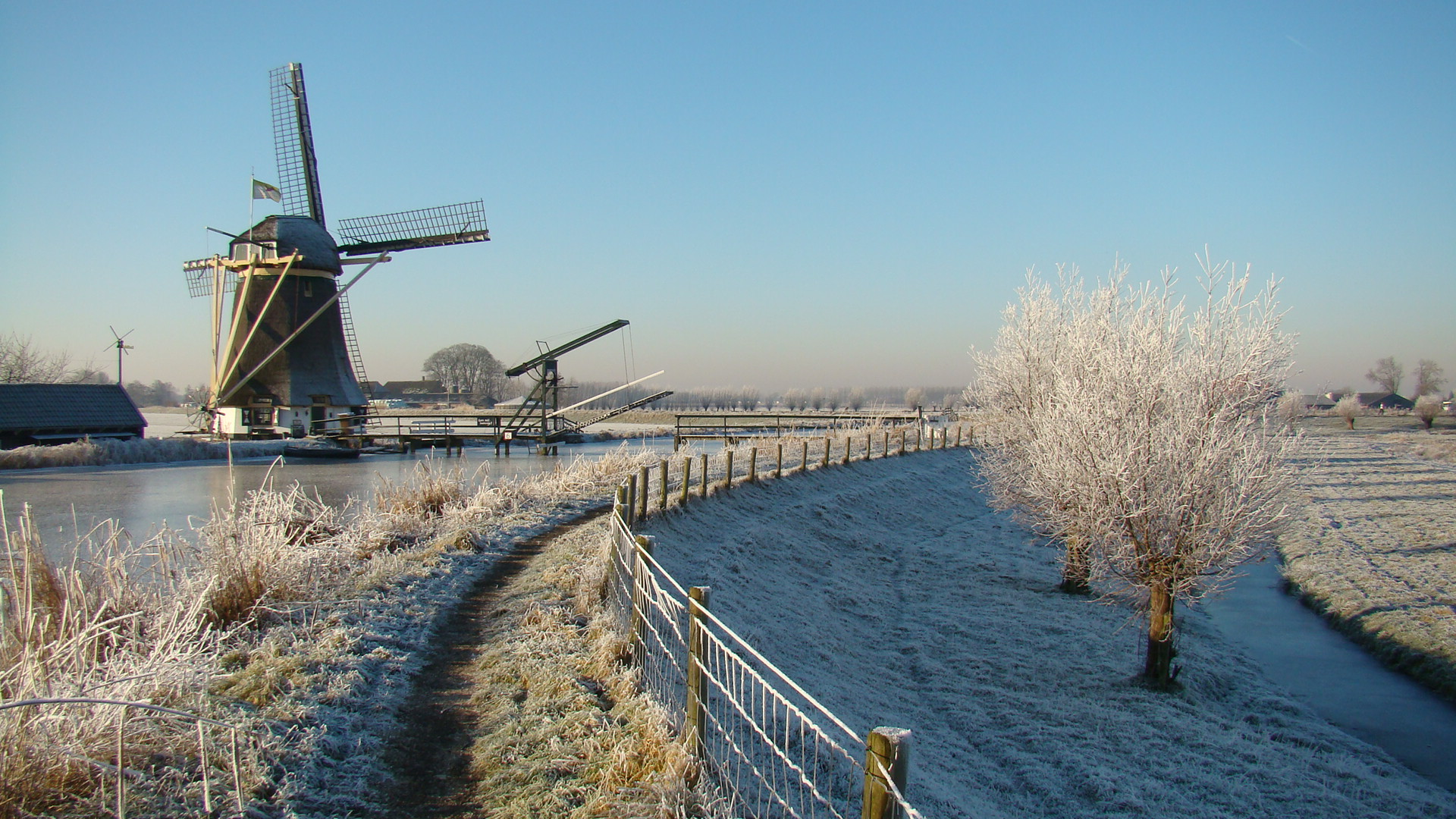
Windmolen Hoog- en Groenland te Baambrugge
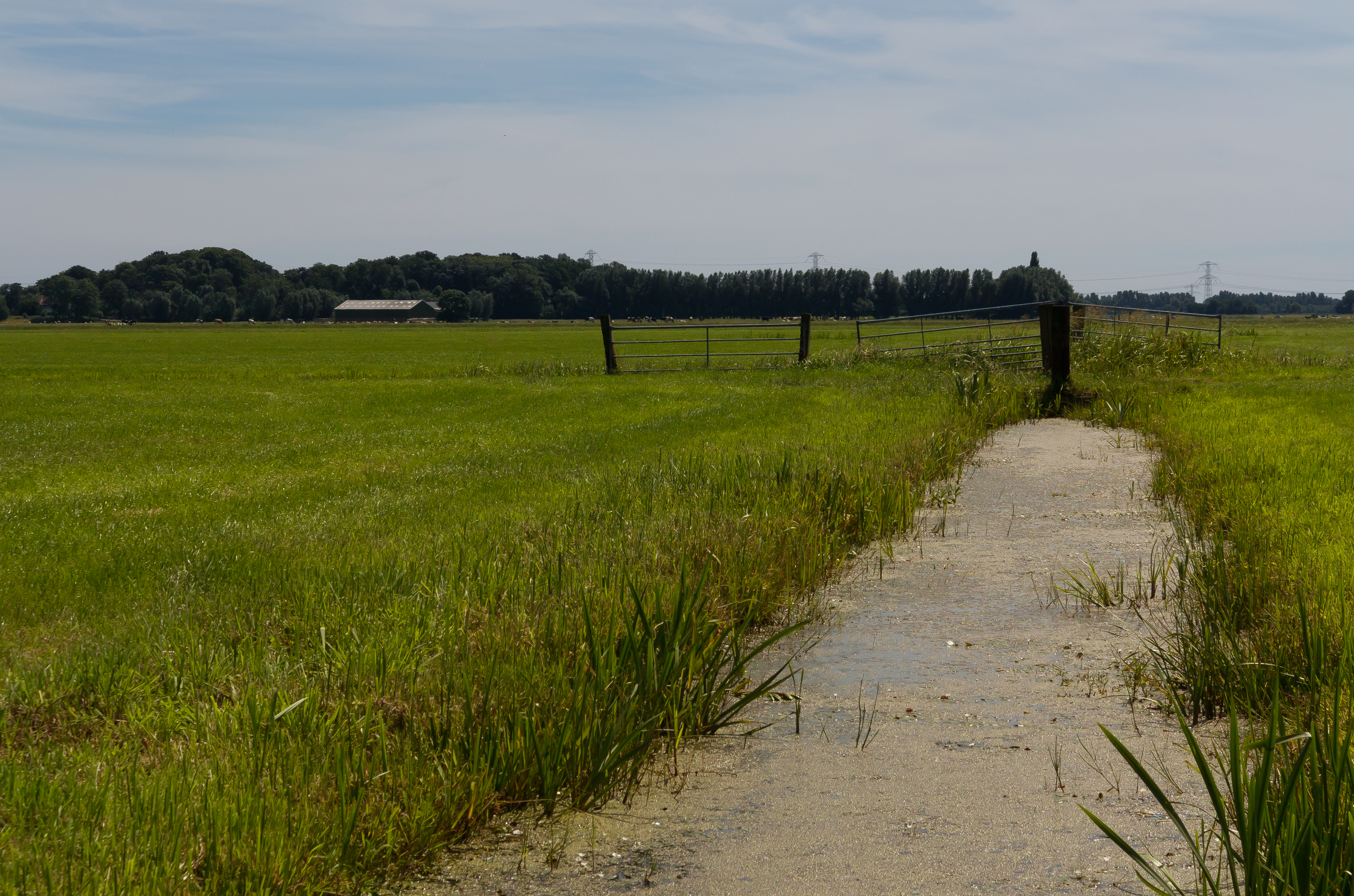
Sloot tussen Baambrugge en Wilnis